# Мякеля, Юхо
Юхо Мякеля (фин. Juho Mäkelä; 23 июня 1983, Оулу, Финляндия) — финский футболист, нападающий клуба «АС Оулу». Выступал в сборной Финляндии.

## Клубная карьера
Футбольную карьеру начал в родном городе Оулу в клубе «Терварит». В 2003 году он подписал контракт с клубом «ХИК». В 2005 году стал бомбардиром чемпионата страны.
В 2006 году подписал контракт с клубом «Харт оф Мидлотиан» из Шотландии. Впервые за свою команду забил в матче против «Данфермлин Атлетик». В своем первом матче против «Аллоа Атлетик» за Кубок Шотландии оформил хет-трик.
После этого сезона был передан на правах аренды швейцарскому Туну. Через также на правах аренды играл за свой бывший клуб «ХИК», с которым подписал контракт в 2009 году.
Свой первый матч в сезоне 2009/10 за клуб отметил голом в ворота клуба «КуПС», выйдя на замену. В этом сезоне он опять получил титул бомбардира чемпионата Финляндии.
В 2011 году подписал контракт с клубом австралийского чемпионата «Сидней».
В 2012 году вновь подписал контракт с клубом «ХИК».

## Карьера в сборной
В 2004 году впервые выступил за сборную Финляндии в игре против сборной Китая.

## Достижения
«ХИК»
- Чемпион Финляндии: 2003, 2009, 2010, 2012
- Кубок Финляндии: 2003

Личные
- Лучший бомбардир чемпионата Финляндии: 2005, 2010